# Apostolisches Vikariat Quetta
Das Apostolische Vikariat Quetta (lat.: Apostolicus Vicariatus Quettensis) ist ein in Pakistan gelegenes römisch-katholische Apostolisches Vikariat mit Sitz in Quetta im Westen Pakistans.

## Geschichte
Die Apostolische Präfektur Quetta wurde am 9. November 2001 aus Gebietsabtretungen des Bistums Hyderabad in Pakistan und des Erzbistums Karatschi durch Papst Johannes Paul II. gegründet. Am 29. April 2010 wurde die Apostolische Präfektur Quetta durch Papst Benedikt XVI. zum Apostolischen Vikariat erhoben.
Das Territorium des Apostolischen Vikariates umfasst die Provinz Belutschistan.

## Ordinarien
Apostolische Präfekten
- Victor Gnanapragasam OMI, 2002–2010

Apostolische Vikare
- Victor Gnanapragasam OMI, 2010–2020
- Khalid Rehmat OFMCap, seit 2021